# 三ツ木麻喜
三ツ木 麻喜（みつぎ まき、1979年5月28日 - ）は、ボイスワークス所属のフリーアナウンサー。元静岡朝日テレビアナウンサー。

## 人物・経歴
埼玉県狭山市出身。身長163cm。
武蔵野女子学院中学・高校卒業後、学習院女子大学国際文化交流学部日本文化学科へ進学。
在学中の1998年には「ミス学習院女子大」のグランプリに選ばれたほか、1999年頃スターダストプロモーションに所属し、タレントとしてCMなどに出演歴がある。
大学卒業後の2004年に静岡朝日テレビ入社。同局では地上デジタル放送推進大使や夕方の情報ワイドのMCアシスタント、CMナレーションなどを務め活躍。
2009年12月をもって、『とびっきり!しずおか』を卒業し、静岡朝日テレビを退社。現在はボイスワークスに所属。

## 静岡朝日テレビ時代の担当番組
- とびっきり!しずおか（2004年10月〜2009年12月、アシスタント・ナレーション）
- さすらい板前ラッシャーのしずおか“食”人道 （2005年6月14日）
- 街浪漫“しずおか七間町物語”（2006年5月27日)
  - 街浪漫“焼津港町ラプソディ”（2006年9月18日）
  - 街浪漫“静岡両替町ラビリンス”（2006年12月11日）
  - 街浪漫“昇太の清水青春グラフィティ”（2007年2月19日）
  - 街浪漫“興津ハイカラ街道”（2007年4月30日）
- 日本の真ん中 食い倒れダヨ!グルメな俳句ing （2006年11月20日）
- 日本ど真ん中！三枝のグルメご当地料理自慢7 （2007年1月2日）

## フリー転向後の担当番組
- デイリーニュース (J:COM東京) - キャスター